# Moskauer Helsinki-Gruppe

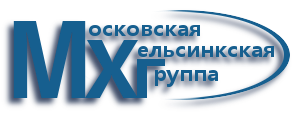
Logo der Organisation

Die Moskauer Helsinki-Gruppe (russisch Московская Хельсинкская группа) ist eine 1976 gegründete Menschenrechtsorganisation in Moskau. In den Zeiten der UdSSR wurde sie von den staatlichen Institutionen systematisch verfolgt und bekämpft. Erst im Zuge der Perestroika konnte die Moskauer Helsinki-Gruppe ihre Arbeit fortsetzen. Am 25. Januar 2023 ordnete das oberste Gericht Moskaus die Auflösung der Gruppe an.

## Geschichte

### 1976–1982
Die „Öffentliche Gruppe zur Förderung der Beschlüsse von Helsinki“ wurde auf Initiative von Juri Fjodorowitsch Orlow mit dem Ziel gegründet, in der Sowjetunion „die Einhaltung der humanitären Artikel der Schlussakte von Helsinki zu fördern“. Am 12. Mai 1976 kurz vor Mitternacht wurde auf einer in der Moskauer Wohnung von Andrei Sacharow einberufenen Pressekonferenz die Gründung der Gruppe bekannt gegeben.
Juri Andropow, der damalige Leiter des KGB, meldete am 15. November 1976 an das Zentralkomitee der KPdSU, dass das Komitee für Staatssicherheit Maßnahmen ergreift, die Mitglieder der Helsinki-Gruppe zu kompromittieren und ihre feindlichen Tätigkeiten zu beenden. Am 5. Januar des Folgejahres berichtete Andropow, dass der KGB und die Generalstaatsanwaltschaft der UdSSR weitere Maßnahmen zur Beendigung der Gruppenaktivitäten entwickeln.
Die Gruppenmitglieder wurden durch den KGB beschattet, strafrechtlich verfolgt, kamen in psychiatrische Zwangsinternierung oder mussten ins Exil gehen.
Schließlich erklärten am 6. September 1982 die drei letzten in Freiheit verbliebenen Mitglieder der Gruppe die Beendigung ihrer Aktivität innerhalb der Helsinki-Gruppe.

### Seit 1989
Erst Ende der 1980er Jahre konnte sich die Gruppe in Folge von Gorbatschows Liberalisierungspolitik wieder etablieren. 
Bis zu ihrem Tod 2018 war das Gründungsmitglied Ljudmila Michailowna Alexejewa Vorsitzende.
In den Jahren seit 2012 ist die Situation für die Gruppe, wie auch für andere Menschenrechtsgruppen in Russland, zunehmend schwieriger geworden. Das Büro wurde von russischen Behörden durchsucht. Die Gruppe verzichtet auf ausländische Gelder, um nicht als „ausländischer Agent“ registriert zu werden. Dadurch können die meisten Programme nicht mehr durchgeführt werden.
Im Dezember 2022 reichte das Justizministerium eine Klage ein und beantragte die Auflösung der Gruppe, weil diese gegen die Auflage in der Registrierung verstoßen habe, sich nur in der Region Moskau zu betätigen. Die Argumentation war insofern unerwartet, als sich die Moskauer Helsinki-Gruppe seit ihrer Gründung nie auf Moskau beschränkt hatte, was bisher von den Behörden nicht beanstandet worden war. Am 25. Januar 2023 ordnete das oberste Stadtgericht Moskaus die Auflösung der Gruppe an. Vertreter der Moskauer Helsinki-Gruppe bezeichneten das Urteil als „unverhältnismäßig“ und kündigten an, dass die Gruppe „unabhängig von den Wünschen der Autoritäten“ weiter funktionieren werde. Das Verbot der Gruppe reihte sich in eine Reihe von Verboten unabhängiger Menschenrechts- und Bürgerrechtsorganisationen ein, wie im Jahr 2021 Memorial und der russischen Journalisten- und Medienorganisation, sowie der Unterdrückung regierungsunabhängiger Medien wie der Radiostation Echo Moskwy, der Zeitung Nowaja gaseta und dem Fernsehkanal Doschd.

## Gründungsmitglieder

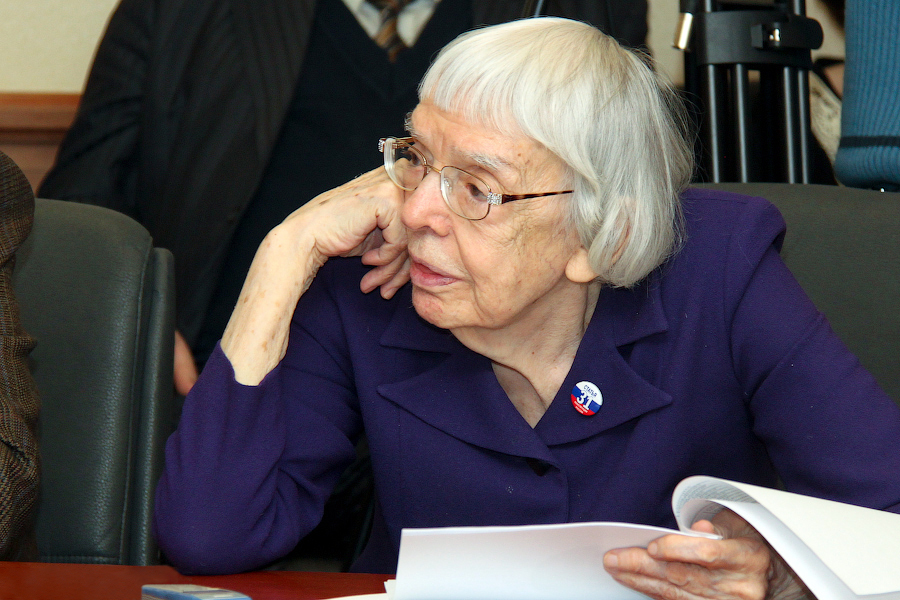
Ljudmila Alexejewa; Gründungsmitglied und ehem. Vorsitzende der Gruppe 2011

Zu den Gründungsmitgliedern, die aus sowjetischen Dissidenten und Menschenrechtsaktivisten bestanden, zählen, neben Juri Orlow:
- Ljudmila Michailowna Alexejewa
- Michail Semjonowitsch Bernschtam (russisch Михаил Семёнович Бернштам)
- Jelena Georgijewna Bonner
- Alexander Iljitsch Ginsburg
- Pjotr Grigorjewitsch Grigorenko
- Alexander Alexejewitsch Kortschak (russisch Александр Алексеевич Корчак)
- Malwa Nojewna Landa
- Anatoli Tichonowitsch Martschenko
- Witali Aronowitsch Rubin (russisch Виталий Аронович Рубин)
- Anatoli Scharanski